# Cover Up
Cover Up es una serie de acción/aventuras de televisión, producida por los estudios de la 20th Century Fox y emitida originalmente por la cadena de televisión estadounidense CBS desde el 22 de septiembre de 1984 hasta el 6 de abril de 1985. Fue creada por Glen A. Larson y el elenco protagonista fue Jennifer O'Neill, Jon-Erik Hexum, Antony Hamilton, y Richard Anderson. En España fue emitida en La 1 y en Antena 3 bajo el título adaptado de Camuflaje.

## Argumento
La vida de la fotógrafa Dani Reynolds cambia repentinamente tras la muerte de su marido. Dani descubre que su marido era un agente encubierto de la CIA. Cuando se entera de que su marido fue asesinado, recluta al "marine" Mac Harpershe, para ayudarla a encontrar a los asesinos de su marido.
Henry Towler, el jefe de su marido, le ofrece el trabajo que su marido desempeñaba. Dani seguiría trabajando como una fotógrafa al uso y Mac sería su modelo. Henry les mandaría a cualquier lugar del mundo en el que hubiera estadounidenses en apuros o criminales que debieran ser pillados. Una vez allí, actúan más o menos por su cuenta.
Mac muere en una misión y Jack Striker (Tony Hamilton), agente secreto de la CIA, comienza a trabajar conjuntamente con Dani bajo la tapadera de "modelo".

## Actores
- Dani Reynolds — Jennifer O'Neill: 22 episodios
- Mac Harper — Jon-Erik Hexum:7 episodios (1984)
- Jack Striker — Antony Hamilton: 15 episodios (1984-1985)
- Henry Towler — Richard Anderson: 22 episodios

## Accidente y sustitución del protagonista
Durante un descanso entre escenas en el set de rodaje de Cover-Up el 12 de octubre de 1984, Jon-Erik Hexum puso contra su sien una Magnum 44 de fogueo y apretó el gatillo. El disparo mandó parte del material de la bala de fogueo dentro del cráneo de Hexum, haciendo que un fragmento de hueso del tamaño de una moneda penetrase en su cerebro, causando una hemorragia masiva. Hexum fue llevado rápidamente al hospital, donde le declararon la muerte cerebral. El 18 de octubre de 1984 fue desconectado de las máquinas que mantenían su cuerpo con vida y sus órganos vitales fueron preparados para ser trasplantados.
Hexum apareció en sólo siete episodios de la serie, incluyendo el episodio piloto. Fue sustituido por Antony Hamilton para el resto de la temporada, quien era relativamente desconocido. El aspecto físico "cincelado" de Tony sin duda encajaba dentro de los criterios para el personaje.

## Lista de episodios
| Ep # | Título                             | Fecha de emisión         |
| ---- | ---------------------------------- | ------------------------ |
| 1    | Piloto (Primera parte)             | 22 de septiembre de 1984 |
| 2    | Piloto (Segunda parte)             | 22 de septiembre de 1984 |
| 3    | "Death in Vogue"                   | 29 de septiembre de 1984 |
| 4    | "The Million Dollar Face"          | 6 de octubre de 1984     |
| 5    | "Harper-Gate"                      | 10 de octubre de 1984    |
| 6    | "Sudden Exposure"                  | 17 de octubre de 1984    |
| 7    | "Nothing to Lose"                  | 6 de octubre de 1984     |
| 8    | "Golden Opportunity" *             | 3 de noviembre de 1984   |
| 9    | "Writer's Block" **                | 24 de noviembre de 1984  |
| 10   | "Murder in Malibu"                 | 1 de diciembre de 1984   |
| 11   | "Midnight Highway"                 | 8 de diciembre de 1984   |
| 12   | "A Subtle Seduction"               | 29 de diciembre de 1984  |
| 13   | "Black Widow"                      | 5 de enero de 1985       |
| 14   | "Murder Offshore"                  | 12 de enero de 1985      |
| 15   | "The Assassin"                     | 26 de enero de 1985      |
| 16   | "Rules to Die By"                  | 2 de febrero de 1985     |
| 17   | "Healthy, Wealthy, and Dead"       | 23 de febrero de 1985    |
| 18   | "The Ugliest America"              | 2 de marzo de 1985       |
| 19   | "Who's Trying to Kill Miss Globe?" | 9 de marzo de 1985       |
| 20   | "Adam's Rib"                       | 23 de marzo de 1985      |
| 21   | "Jack of Spades"                   | 30 de marzo de 1985      |
| 22   | "Passions"                         | 6 de abril de 1985       |

- *Último episodio de Hexum[3]
- **Primer episodio de Hamilton[4]